# بی‌ان‌اس عثمان
بی‌ان‌اس عثمان (به انگلیسی: BNS Osman) یک کشتی است که طول آن 103.2 m می‌باشد. این کشتی در سال ۱۹۸۸ ساخته شد.